# Озерки (Орловський район)
Озерки́ (рос. Озерки) — присілок у складі Орловського району Кіровської області, Росія. Входить до складу Орловського сільського поселення.
Населення становить 3 особи (2010, 8 у 2002).
Національний склад станом на 2002 рік — росіяни 100 %.